# Viljem
Viljem je moško osebno ime.

## Izvor imena
Ime Viljem izhaja iz nemškega imena Wilhelm, ki je zloženo iz starovisokonemških besed willo v pomenu »volja« helm »čelada«.

## Različice imena
- moške različice imena: Vili, Vilibert, Vilči, Vilhelm, Vilij, Vilim, Viljam, Vilijan, Viljan, Vilijem, Vilm, Viljko, Vilko, Vilmos, Vilmoš
- ženske različice imena: Vilhelmina, Viljana, Viljema, Viljemina, Vilma

## Tujejezikovne različice imena
- pri Nemcih, Poljakih in Švedih: Wilhelm (tudi Willy)
- pri Angležih: William (skrajšano Willy; staroangleško Willelm)
- pri Valižanih (velško): Gwilym
- pri Škotih: Weelum, Willum; (Gaelic: Uilleam)
- pri Ircih: Uilliam, Ulliam (skrajšano Liam)
- pri Francozih: Guillaume (oksitansko Guilhèm; bretonsko Gwilherm; sodobnonormansko Gllâome)
- pri Italijanih: Guglielmo (napolitansko Cuglierme, sicilsko Gugghiermu)
- pri Špancih: Guillermo (aragonsko Guillén; galicijsko Guillerme; baskovsko Gilen, Guilen)
- pri Portugalcih: Guilherme
- pri Kataloncih: Guillem, Guim
- pri Madžarih: Vilmos
- pri Hrvatih (tudi Srbih): Vilim, Vilko
- pri Slovakih: Viliam
- pri Čehih: Vilém
- pri Nizozemcih oz. Flamcih (in afrikaans): Willem, Willy (staronizozemsko Guildhelm)
- pri Luksemburžanih: Wellëm
- pri Dancih, Romunih, Norvežanih: Vilhelm (staronordijsko: Vilhjálmr)
- pri Islandcih: Vilhjálmur (tudi fersko: tam še Viljormur)
- pri Fincih: Viljami, Ville, Vilho, Viljo
- pri Estoncih: Villem, Villu
- pri Latvijcih: Viljams, Vilhelms, Vilis
- pri Litvancih: Vilius, Viliumas, Vilhelmas (samogitijsko Veljams)
- pri Rusih: Vilgelm, Uiljam (belorusko tudi Viljam)
- pri Ukrajincih: Vilhelm, Viljam
- pri Albancih: Golem, Gulielm
- pri Grkih: Gouliélmos (tudi Armencih)
- pri Turkih: Vilyam, Vilyım
- perzijsko: Walaam
- bengalsko: Wiliyom, Wiliyem
- vietnamsko: Vĩnh Liêm, Vĩnh Lâm
- latinsko: Gulielmus, Vilhelmus, Willelmus, Gullelmus, Gullielmus, Villelmus
- esperanto: Vilhelmo

## Pogostost imena
Po podatkih Statističnega urada Republike Slovenije je bilo na dan 31. decembra 2007 v Sloveniji število moških oseb z imenom Viljem: 1.762. Med vsemi moškimi imeni pa je ime Viljem po pogostosti uporabe uvrščeno na 119. mesto.

## Osebni praznik
Pregled godovnih dni po novem bogoslužnem koledarju v katerih goduje Viljem.
- 10. januar, Viljem, škof († 10. jan. 1209)
- 10. februar, Viljem, puščavnik († 10. feb. 1157)
- 6. april, Viljem, opat († 6. apr. 1203)
- 8. junij, Viljem, škof († 8. jun. 1154)
- 25. junij, Viljem, vercelski opat († 25. jun. 1142)
- 5. julij, Viljem, opat († 5. jul. 1031)